# Thanh Thái Tông Nguyên phi
Thanh Thái Tông Nguyên phi (chữ Hán: 清太宗元妃, ? - ?) là nguyên phối Phúc tấn của Thanh Thái Tông Hoàng Thái Cực, Hoàng đế đầu tiên của nhà Thanh trong lịch sử Trung Quốc.
Tuy là Chính thất nhưng toàn bộ ghi chép về bà biến mất trước khi Hoàng Thái Cực đăng cơ, cũng không có ghi nhận về thụy hiệu Hoàng hậu. Rất có thể bà đã bị Hoàng Thái Cực ly hôn và hủy bỏ hôn sự từ trước.

## Tiểu sử
Nguyên phi xuất thân bộ tộc Nữu Hỗ Lộc thị, thuộc Mãn Châu Tương Hoàng kỳ, là trưởng nữ của Hoằng Nghị công Ngạch Diệc Đô - một trong năm vị khai quốc công thần hiển hách của triều Thanh.
Năm Vạn Lịch thứ 39 (1611), Nữu Hỗ Lộc thị sinh con trai thứ ba của Hoàng Thái Cực, đặt tên Lạc Bác Hội (洛博會). Sang năm Thiên Mệnh thứ 2 (1617), Lạc Bác Hội qua đời, từ đấy Nữu Hỗ Lộc thị biến mất khỏi lịch sử. Có giả thuyết cho rằng bà mất vào năm Vạn Lịch thứ 40 (1612), tức chỉ 1 năm sau khi sinh ra Lạc Bác Hội, tuy nhiên không có nguồn tài liệu xác thực chứng minh. 
Căn cứ Mãn văn lão đương (满文老档), ngày 9 tháng 5 (âm lịch), năm Thiên Mệnh thứ 8 (1623), Nỗ Nhĩ Cáp Xích ở Bát Giác điện triệu tập em gái cùng mẹ Triêm Hà Cô và chư vị nữ quyến. Trên đường đi gặp phải em gái của Xa Nhĩ Cách (车尔格), mẹ của Hào Cách đang ngồi kiệu. Nhìn thấy Nỗ Nhĩ Cáp Xích và Dĩ Cách Anh Thân vương A Tế Cách mà không hạ kiệu xuống chào, Nỗ Nhĩ Cáp Xích cho rằng đây là hành động bất kính, coi thường lễ nghi nên lập tức họp mặt trách cứ, thậm chí lệnh Hoàng Thái Cực phải ly hôn với người con dâu này. 
Vì trong văn bản ghi "mẹ của Hào Cách" nên ban đầu các sử gia cho rằng đó là Kế phi Na Lạp thị. Nhưng phân tích kĩ ở vế trước "em gái của Xa Nhĩ Cách" thì người này chỉ có thể là Nguyên phi Nữu Hỗ Lộc thị. Còn việc vì sao gọi là "mẹ của Hào Cách", thì chiếu theo Khang Hi hội điển (康熙会典), phần "Tam phụ Bát mẫu phục đồ" (三父八母服图) cho thấy thời nhà Thanh, trừ cha mẹ ruột được gọi là Sinh phụ (生父) và Sinh mẫu (生母), một người bình thường còn có 3 cha và 8 mẹ khác. Tam phụ chỉ đến "Đồng cư Kế phụ" (同居继父), "Bất đồng cư Kế phụ" (不同居继父) và "Tòng Kế mẫu giá chi Kế phụ" (从继母嫁之继父). Còn như Bát mẫu nói đến "Đích mẫu" (嫡母), "Kế mẫu" (继母), "Dưỡng mẫu" (养母), "Từ mẫu" (慈母), "Giá mẫu" (嫁母), "Xuất mẫu" (出母), "Thứ mẫu" (庶母) và "Nhũ mẫu" (乳母). Nữu Hỗ Lộc thị là Chính thê của Hoàng Thái Cực, nghiễm nhiên là Đích mẫu của Hào Cách và những người con khác của chồng, nên cụm từ "mẹ của Hào Cách" vẫn hợp để chỉ bà. Điều quan trọng nhất là văn bản dùng hai từ ["Di khí"; 遗弃], có nghĩa vứt bỏ và xem như người dưng, chứ không phải là ["Hưu khí"; 休弃] mang nghĩa ly hôn thông thường. Có lẽ đây là nguyên nhân bà bị tước bỏ cả tư cách truy phong.
Sau khi thành lập triều Thanh, bà và Kế phi Na Lạp thị, cùng hai vị Chính thê của Nỗ Nhĩ Cáp Xích là Thanh Thái Tổ Nguyên phi Đông Giai thị và Thanh Thái Tổ Kế phi Phú Sát thị, trở thành 4 vị Đại phi duy nhất không được truy phong Hoàng hậu, dù sinh thời cả 4 người đều là vợ chính thức của Đại Hãn. Cách gọi ["Nguyên phi"] của Nữu Hỗ Lộc thị cùng Đông Giai thị, có nghĩa là "Người vợ đầu tiên" trong Hán ngữ.